# 倉田もえ
倉田もえ（くらた もえ、1987年4月18日 - ）は、日本のモデル、タレントである。旧名、岡野もえ（おかの もえ）。熊本県出身。元株式会社シー・シー・エス所属。現在はフリー。2018年11月現在

## 略歴・人物
- 九州朝日放送で放送の『アサデス。』に2006年11月までアシスタントとして出演。
- 上京後、2009年3月25日から『あっ!とおどろく放送局』の「みんなの願いを叶えたい　水曜日」をビックスモールンと共に担当。
- 九州に戻った後[いつ?]、岡野もえに改名[いつ?]。さらに倉田もえに改名[いつ?]。
- アメリカンフットボールに詳しい[要出典]。

## 出演

### テレビ
- 「園田智子」名義
  - アサデス。（九州朝日放送）2006年11月までアシスタントとして出演
- 「岡野もえ」名義
  - ももち浜ストア（TNC　月曜 - 水曜 9:55 - 11:00、木曜、金曜9:55 - 11:15）
  - ももち浜ストアプラス（TNC　月曜 - 水曜11:00 - 11:15）
  - ももち浜DXストア（TNC　土曜9:55 - 10:25）
  - 目指せ!ゴールデン「あの時謎ベラー」（TNC　金曜25:40 - 25:55）
  - 原口・はなわの踊る!すまいる大御殿　（RKB　土曜24:30 - 24:58）
  - めんたいワイド（FBS　平日15:48 - 17:50）
- 「倉田もえ」名義
  - 週刊山崎くん（熊本放送）2015年4月15日放送より番組MC（7代目女性司会者）

### インターネット放送
- みんなの願いを叶えたい！ 水曜日MC（あっ!とおどろく放送局）2009年3月25日 - 2010年3月31日

### CM
- 日本文理大学
- デオデオ(現・エディオン)
- キャナルシティ博多
- 第一交通産業